# Hanna-Barbera
Hanna-Barbera — американская мультипликационная студия. Выпускала мультфильмы с 1957 по 2001 год.

## История
Hanna-Barbera была основана в 1944 году работавшими в Metro-Goldwyn-Mayer режиссёрами мультипликации и художниками Уильямом Ханной и Джозефом Барберой под названием H-B Enterprises. После того, как MGM закрыли собственную студию мультипликации в 1958 году, H-B Enterprises стало постоянной работой Уильяма Ханны и Джозефа Барберы. В течение трёх десятилетий Ханна-Барбера произвела много успешных анимационных сериалов для телевидения, среди них «Флинстоуны», «Уолли Гатор», «Мишка Йоги», «Джетсоны», «Джонни Квест», «Скуби-Ду», «Том и Джерри», «Супердрузья» и другие.
В 1991 году компания была куплена фирмой Turner Broadcasting.
И 1991 году Turner Broadcasting была куплена фирмой Time Warner.
В 1992 году студия Hanna-Barbera создала студию Cartoon Network (в переводе с английского — «Мультипликационная Сеть»).
22 марта 2001 года умер Уильям Ханна.
18 декабря 2006 года умер Джозеф Барбера. Hanna-Barbera прекратила свою деятельность. Её продолжила Cartoon Network.

## Мультфильмы студии Hanna-Barbera
Периодически на каналах ABC и CBS транслировались мультфильмы.
- Том и Джерри (1940)

### 1958—1969
- Пёс Хакльберри (1958)
- Флинтстоуны (1960)
- Глав Кот (1961)
- Мишка Йоги (1961)
- Джетсоны (1962)
- Шоу гориллы Магиллы (1964)
- Джонни Квест (1964)
- Шоу тайного Агента-Белки (1965)
- Космический призрак (1966)
- Фантастическая четвёрка (1967)
- Бёдмэн и Галактическое Трио (1967)
- Геркулоиды (1967)
- Шаззен (1967)
- Моби Дик и Могучий Майтор (1967)
- Самсон и Голиаф (1967)
- Сумасшедшие гонки (1968)
- Скуби-Ду, где ты! (1969)
- Приключения Гулливера

### 1970—1988
- Джози и кошечки (1970)
- Подожди, пока отец вернётся (1972)
- Флинтстоуны: Комедийный час (1972)
- Клан Удивительного Чана (1972)
- Новые фильмы о Скуби-Ду (1972)
- Морлаб 2020 (1972)
- Семейка Аддамс (1973)
- Кунг-фу Пёс (1974)
- Скуби-Ду Шоу (1976)
- Фрэд Флинтстоун и друзья (1977)
- Скуби-Ду и состязания мульт-звёзд! (1977)
- Капитан Кейвмэн и Юные Ангелы (1977)
- Попай и компания (1978)
- Скуби и Скрэппи-Ду (1979)
- Легенды Супергероев (1979)
- Пак-Мэны (1979)
- Каспер и ангелы (1979)
- Флинтстоуны: Комедийное шоу (1980)
- Space Stars (1981)
- Смурфики (1981)
- Богатенький Ричи (?)
- Новые приключения Скуби и Скрэппи-Ду (1982)
- Песня Хайди (1982)
- Война Гоботов (1984)
- 13 призраков Скуби-Ду (1985)
- Джонни Квест (ремейк) (1986)
- Дети Флинтстоунов (1986)
- Щенячьи истории (1986)
- Дикий огонь (1986)
- Щенок по кличке Скуби-Ду (1988)

### 1990—до упразднения
- Том и Джерри в детстве (1990)
- Джетсоны (ремейк) (1990)
- Команда спасателей Капитана Планеты (1990)
- Джеймс Бонд-младший (1991)
- Пираты тёмной воды (1991)
- Коты быстрого реагирования (1993)
- Детектив Друпи (1993)
- Невероятные приключения Джонни Квеста (1994)
- Эйс Вентура (1994)
- Тупой и ещё тупее (1995)
- Маска (1996)
- Лаборатория Декстера (1996)
- Корова и Цыплёнок (1997)
- Джонни Браво (1997)
- Я — Горностай (1997)
- Суперкрошки (1998)

## Пародии
В дальнейшем появилась мультипликационная студия Williams Street Studio, одними из первых мультфильмов которых были пародии на Hanna-Barbera, такие как: «Космический Призрак», «Морлаб 2021», «Харви Бердман». Студия получила свой блок на Cartoon Network — Adult Swim, который транслировал по ночам.